# NGC 561
NGC 561 је спирална галаксија у сазвежђу Андромеда која се налази на NGC листи објеката дубоког неба.
Деклинација објекта је + 34° 18' 30" а ректасцензија 1h 28m 18,7s. Привидна величина (магнитуда) објекта NGC 561 износи 13,0 а фотографска магнитуда 13,9. NGC 561 је још познат и под ознакама UGC 1048, MCG 6-4-29, CGCG 521-32, IRAS 01254+3403, PGC 5489.